# مهرجان فلوريدا للمأكولات البحرية
مهرجان فلوريدا للمأكولات البحرية هو حدث عام سنوي يعقد في أبالاتشيكولا بفلوريدا في نهاية الأسبوع الأول من نوفمبر. ويضم المهرجان موكبًا وكرنفالًا وسباقًا للكابوريا الزرقاء ومسابقة لأكل المحار ومسابقة لتقشير المحار وسباق بطول 3.1 كم وحفل موسيقى الريف و كبائن الفنون والحرف والكثير من المأكولات البحرية المحلية الطازجة. يتم تقديم المأكولات البحرية المحلية من قِبَل المجموعات المحلية غير هادفة للربح. يُعد  مهرجان فلوريدا للمأكولات البحرية أقدم مهرجان للمأكولات البحرية في الولاية.
و لقد فاز مايك مارتن في بطولة تقشير المحار المحلية بمهرجان فلوريدا للمأكولات البحرية في عام 2010.

## للمزيد من المعلومات
- http://www.floridaseafoodfestival.com/